# Polymera ominosa
Polymera ominosa är en tvåvingeart som beskrevs av Alexander 1938. Polymera ominosa ingår i släktet Polymera och familjen småharkrankar.
Artens utbredningsområde är Colombia. Inga underarter finns listade i Catalogue of Life.